# ハーゲ・ガインゴブ
ハーゲ・ゴットフリート・ガインゴブ（英語: Hage Gottfried Geingob, 1941年8月3日 - 2024年2月4日）は、ナミビアの政治家。2015年3月21日から2024年2月4日まで同国の第3代大統領を務めた。2017年11月より南西アフリカ人民機構 (SWAPO) 議長。
1990年から2002年まで初代首相を務め、2012年から2015年にも再び首相職にあった。2007年にSWAPO副議長に就任し、2008年から2012年まで通商産業相を務めた。ナミビアの大統領職は2期までに制限されているため、2015年にヒフィケプニェ・ポハンバ大統領は退任することになっていた。そこで、SWAPO副議長のガインゴブが同党の大統領候補となり、2014年の大統領選挙で圧勝し当選した。

## 経歴

### 生い立ち
1941年、南西アフリカ（現在のナミビア）のオチワロンゴに生まれる。バントゥー教育法制度のもと、南西アフリカのオタヴィで初等教育を受け、1958年にオーガスティニアム中学校に進学した。この中学校では、今日のナミビアにおける主要な政治的指導者のほとんどが教育を受けた。1960年に、教育の質の低さに対する抗議運動に加わったために放校処分となったが、復学が認められ、1961年に教員養成コースを修了した。その後、ナミビア中部のツメブ小学校の教員となったが、ナミビアでは自らの知識への渇望は満たされそうもないことにまもなく気づいた。ガインゴブは教員として、いつまでも続くバントゥー教育システムの手先になることを嫌った。
そのため学年末に、その教育システムを変える手がかりとなる知識や授業を追い求める目的で教職を辞した。バントゥー教育システムから免れるため、ガインゴブと3人の同僚は徒歩とヒッチハイクでボツワナに移った。ボツワナからは、アフリカ民族会議 (ANC) がチャーターした航空機でタンザニアのダルエスサラームに向かう予定だった。しかし、その航空機は南アフリカ人が仕掛けた時限爆弾が尚早に作動したため、地上に駐機中に爆破された。その後、アパルトヘイト体制は「地下鉄道」に対する締め付けも強めた。その結果、ガインゴブはボツワナに留まることになり、SWAPOのボツワナ駐在員（1963年 - 1964年）を務めた。

### 大学時代
1964年にはアメリカ合衆国のペンシルベニア州フィラデルフィアにあるテンプル大学から奨学金を獲得し、同大学に留学した。その後、1970年にはニューヨーク州のフォーダム大学から文学士号を、1974年にはニューヨークのニュースクール大学大学院から国際関係論の修士号を取得した。
1964年、ガインゴブはSWAPOの国際連合および米州諸国駐在員に任命された。この役職には1971年まで留まった。彼は広い範囲を旅行し、米国を縦横に駆け回り、人々と対話を行い、集会に出席した。彼とその仲間らは常に順風満帆なわけではなかったが、国連総会がSWAPOをナミビア人民の唯一の正統な代表として承認するまで、国連で彼らを支えることになる転向者を得た。1966年にはじまった国際舞台におけるナミビア人の苦闘は、最終的には1990年のナミビア独立に結びついた。

### 政治・教育活動
1972年には、政治問題担当の国連事務局職員に任命された。ガインゴブは国連ナミビア研究所の所長に任命される1975年まで、同職を務めた。国連ナミビア研究所は、独立後にナミビアの行政を引き継ぐことができる幹部の養成をその役割としていた。また、独立ナミビア政府の政策枠組みをつくるための分野別研究も、研究所の主な業務であった。研究所のレベルは年を経るにつれて向上し、ウォーリック大学やイーストアングリア大学、サセックス大学など、ヨーロッパのさまざまな高等教育機関と提携するようになった。このほかにも研究所の学位記を認証し、その卒業生がさらなる研究を行うことを認めている研究機関がある。
研究所の所長には、1989年まで在職した。この間、ガインゴブはSWAPOの中央委員会委員と政治局委員を兼務し続けた。
1989年にはSWAPO政治局から、ナミビアにおける同党の選挙運動の本部長に起用された。この職務を果たすため、ガインゴブは1989年6月18日に多くの同僚とともにナミビアに帰国した。27年ぶりの帰国であった。SWAPOの選挙対策委員長として、彼は他の委員とともに全国にSWAPO選挙センターを立ち上げ、選挙戦を展開し、SWAPOが政権を獲得するのに貢献した。
選挙後の1989年11月21日には、ナミビア憲法を編纂する制憲議会の議長に選出された。しかし、憲法案の起草前に、制憲議会は相互に憎悪する関係にある人々のあいだで信頼醸成プロセスを進めなければならなかった。したがって、制憲議会において国民和解の種はまかれた。国民和解はその後、政府の政策ともなった。ガインゴブが議長を務めた制憲議会は、1990年2月9日にナミビア憲法を全会一致で採択した。
1990年3月21日、ガインゴブはナミビア共和国の初代首相に就任し、1995年3月21日には再任されて2期目をスタートさせた。彼は12年間、サム・ヌジョマ初代大統領のもとで首相を務めた。首相としてのガインゴブは、政権運営のため近代的な管理手法を導入した。
2002年8月27日の内閣改造において、ガインゴブは首相職をテオ＝ベン・グリラブに明け渡し、代わりに地域・地方行政・住宅相に任命された。しかし、彼はこの地位の低い役職を引き受けることを拒否した。2002年8月のSWAPOの党大会では、368票の9位で党中央委員に選出された。しかし、9月15日に行われた政治局委員の選挙では、83人の中央委員から33票しか得られず、留任することができなかった。再選されるには、最低でも35票が必要であった。

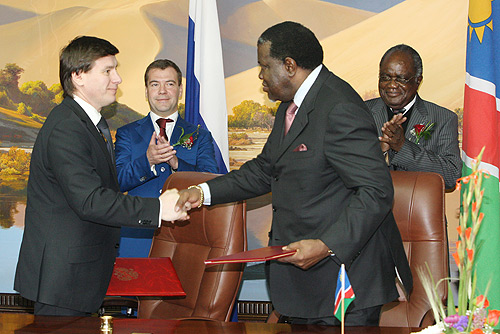
2009年、ロシアと貿易契約を締結したガインゴブ。左後方に立っているのはロシアのドミートリー・メドヴェージェフ大統領（当時）

2003年には、ワシントンD.C.に本部を置く「アフリカのための地球連合」から事務局長として招聘された。同連合はアフリカの政策決定者や彼らの国際共同体における提携相手を集めて、アフリカの優先的な開発問題に関するコンセンサスを築くことを目的とする政府間フォーラムである。アフリカは自らの力だけで成長できるが、そのためには外部の支援を必要とするという前提に同連合は立脚している。ガインゴブは、アフリカの紛争解決やアフリカ諸国のグッド・ガバナンスの推進、アフリカ経済と世界経済の統合に向けて、アフリカの地域機関や開発のパートナーと協働することに活動の重点を置いた。
2004年10月2日に行われた党代表団によるSWAPOの国会議員候補指名で、当時なおワシントンで「アフリカのための地球連合」に務めていたガインゴブは、60人中28位につけた。その後、彼は同年11月の国会議員選に立候補するため「アフリカのための地球連合」を退き、ナミビアに帰国した。この選挙で彼は当選した。
2007年4月18日には、国民議会におけるSWAPOの院内幹事長となった。2007年なかばには、2つの欠員のひとつを補う形でSWAPOの政治局委員に復帰した。党大会を数週間後にひかえた2007年11月、政治局はガインゴブをSWAPO副代表の唯一の候補者に指名した。したがって、11月29日の党大会では満場一致で副代表に選任された。その後、2008年4月8日には通商産業相に任命された。
2012年12月2日のSWAPO党大会で、ガインゴブは同党の副代表に再任された。この人事は、2015年に彼をヒフィケプニェ・ポハンバ大統領の後任とするための布石と考えられた。党代表団による投票で、ガインゴブは312票を、ジェリー・エカンジョ候補は220票を、ペンドゥケニ・リヴラ＝イサナ候補は64票をそれぞれ獲得した。党大会後の2012年12月4日、ポハンバ大統領はガインゴブを首相に任命した。
2014年11月28日の大統領選で、ガインゴブはSWAPOの候補者として、87%という圧倒的な得票率で当選した。2015年3月21日に行われた大統領就任式には、周辺諸国から15人の首脳が出席した。同時にポハンバ前大統領の後を継いでSWAPO議長代行に就任し、2017年11月に正式にSWAPO議長に選出された。2019年11月27日の総選挙・大統領選挙では56.3%を得票し再選されたが、議会は63議席にとどまり過半数は維持したものの3分の2を割り込んだ。

### 死去
2023年に隣国の南アフリカ共和国で大動脈の手術を受けたと発表。2024年1月に定期的な結腸内視鏡検査と胃内視鏡検査でがん細胞が発見され治療を開始したが、引き続き大統領職を務める意向を表明。治療のため渡米し2月2日にナミビアに戻り療養していたが、2月4日に首都ウィントフックのレディ・ポハンバ病院にて妻と子供たちに見守られながら死去。82歳没。これに伴い、ナンゴロ・ムブンバ副大統領が大統領代行に就任した。

## 人物
1967年に、ニューヨーク市出身のプレシラ・チャーリーン・キャッシュと結婚した。夫妻にはナングラ・ガインゴス＝デュークスという一人娘が生まれた。1993年9月11日には、ウィンドフックで実業家のロイニ・カンドゥメと結婚した。高齢結婚であったが、1男1女の2児をもうけた。2006年5月、ガインゴブはカンドゥメとの離婚手続きを開始し、2008年7月に仮離婚命令を受けた。2015年2月14日には、モニカ・カロンドと結婚した。ウィンドフックにあるハーゲ・ガインゴブ・ラグビー・スタジアムは、ガインゴブにちなんで命名された。

## 受賞歴
- 1980年 教育に対する貢献が認められ、フランスから教育功労章オフィシエを受章。
- 1987年 オムグルゴンバシェ勲章を受章。
- 1994年 アメリカ合衆国イリノイ州のコロンビア・カレッジから名誉博士号（法学）を授与される。
- 1994年 ナミビアの最高勲章である太陽勲章を受章。
- 1995年 インドのデリー大学から名誉博士号（法学）を授与される。
- 1997年 ナミビア大学から名誉博士号（法学）を授与される。
- 1998年 ローマ・アメリカン大学から名誉博士号（人文科学）を授与される。
- 1998年 国連行財政計画第14回専門家会合の座長に選任される。
- 2004年 カナダの国際統治イノベーションセンター (CIGI) の国際統治者委員会委員に任命される。
- 2006年 ナミビア最大の複合企業であるトラストコ・グループの社外取締役に任命される。
- 2015年 ヒフィケプニェ・ポハンバ前大統領からウェルウィッチア・ミラビリス勲章を受章。

## 研究活動
ガインゴブは、リーズ大学から博士号を授与された。博士論文の題名は「ナミビアの国家形成：民主主義とグッド・ガバナンスの推進」であった。そのなかで彼は、ナミビアの国家形成プロセスにおける主だった出来事を検討し、国家としてのナミビアの発展を規定するのに関与した、さまざまなアクターが果たした役割に注目した。また、民族的かつ人種的に階層化され、多様でしばしば敵対していた集団を和解させ、民主主義と和解の政策を推進し、アファーマティブ・アクションを通して従来差別されていた集団の生活条件を向上し、グッド・ガバナンスを促進し、人権の文化を推進し、かつこれらの政策を支援する国家機関を設立するためにナミビア人が果たした努力も検討した。
ナミビア研究所所長および研究調整委員会委員長として、ガインゴブは国連ナミビア研究所の一切の研究活動を所管していた。この努力の成果は、22の出版された研究論文となった。
また、国連総会が国連ナミビア研究所に委任した、ナミビアに関する最も包括的な研究である「ナミビア：国民和解と開発の見通し」の座長も務めた。この研究では、独立ナミビアの社会経済的な和解と開発のあらゆる側面が取り上げられた。この研究はまた、独立ナミビアに新政権を樹立するにあたっての青写真を提供した。